# Karos dybasi
Karos dybasi is een hooiwagen uit de familie Stygnopsidae.